# Estadio Víctor Della Valle
El Estadio Víctor Della Valle es un estadio de fútbol, ubicado en Montevideo, propiedad del Centro Cultural y Deportivo El Tanque Sisley. El terreno es propiedad de la Intendencia Municipal de Montevideo, y el club verdinegro usufructúa el mismo en concesión.
Se encuentra situado en el barrio Carrasco Norte, al este de la ciudad, casi en el límite departamental con Canelones. Su nombre homenajea al abogado Víctor Della Valle, uno de los fundadores del club. Desde la fundación, Della Valle fue 31 años consecutivos dirigente de la institución, y luego fue presidente durante doce años, antes de enrolarse en Nacional (donde también fue presidente, pero durante seis meses). Luego de nueve años de construcción, fue inaugurado el 28 de junio de 1992 con victoria sobre Miramar Misiones 1 a 0 con gol de Chilindrón.